# Flyr
Flyr — колишня норвезька бюджетна пасажирська авіакомпанія.
Штаб-квартира знаходилася в Осло з оперативною базою в аеропорту Осло-Гардермуен, авіакомпанія виконувала рейси в межах Норвегії та між Норвегією та європейськими туристичними напрямками.

Припинила діяльність 31 січня 2023.

## Історія
Flyr був заснований Еріком Г. Браатеном у 2020 році, колишнім головним виконавчим директором нині неіснуючого норвезького авіаперевізника Braathens.

У червні 2021 року норвезьке CAA видало Flyr сертифікат експлуатанта.
Перший рейс з Осло в Тромсе здійснив Boeing 737-800.

## Напрямки
Напрямки на червень 2021:
| Держава   | Місто              | Аеропорт             | Примітки          |
| --------- | ------------------ | -------------------- | ----------------- |
| Австрія   | Зальцбург          | Зальцбург            |                   |
| Хорватія  | Задар              | Задар                | з 9 квітня 2022   |
| Данія     | Копенгаген         | Копенгаген           |                   |
| Франція   | Гренобль           | Гренобль             |                   |
| Франція   | Ніцца              | Ніцца                |                   |
| Франція   | Париж              | Париж-Шарль де Голль |                   |
| Італія    | Бергамо            | Мілан-Бергамо        |                   |
| Італія    | Рим                | Рим-Ф'юмічіно        |                   |
| Німеччина | Мюнхен             | Мюнхен               |                   |
| Норвегія  | Берген             | Берген               |                   |
| Норвегія  | Буде               | Буде                 |                   |
| Норвегія  | Гарстад/Нарвік     | Гарстад/Нарвік       |                   |
| Норвегія  | Осло               | Осло-Гардермуен      | хаб               |
| Норвегія  | Ставангер          | Ставангер            |                   |
| Норвегія  | Тромсе             | Тромсе               |                   |
| Норвегія  | Трондгейм          | Трондгейм            |                   |
| Іспанія   | Аліканте           | Аліканте             |                   |
| Іспанія   | Барселона          | Барселона            | з 27 березня 2022 |
| Іспанія   | Гран-Канарія       | Гран-Канарія         |                   |
| Іспанія   | Пальма-де-Мальорка | Пальма-де-Мальорка   | з 29 березня 2022 |
| Іспанія   | Малага             | Малага               |                   |
| Швейцарія | Женева             | Женева               |                   |

## Флот

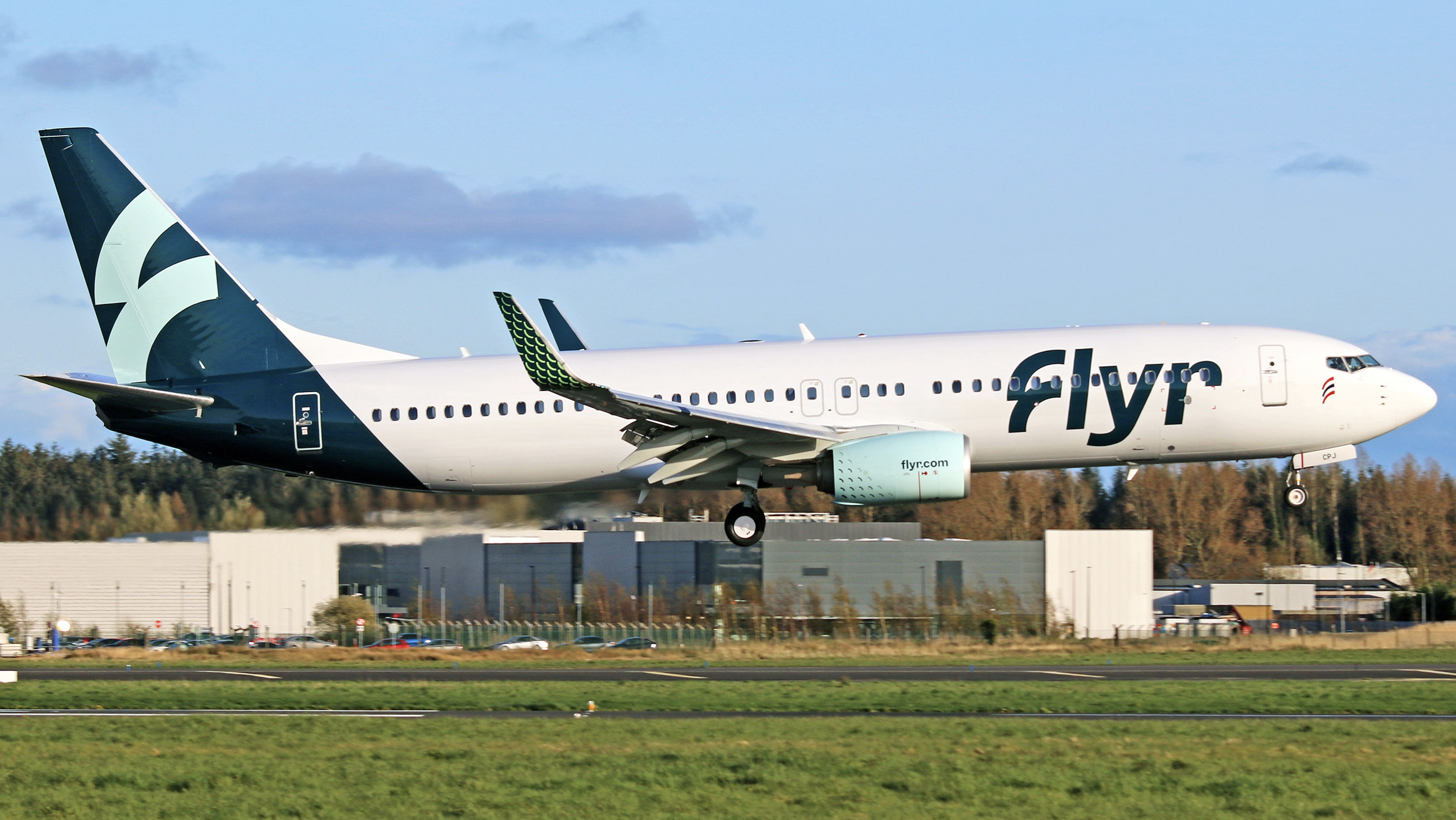
Flyr Boeing 737—800

Флот на червень 2021:
| Тип              | В дії | Замовлено | Пасажирів | Примітки                                                                            |
| ---------------- | ----- | --------- | --------- | ----------------------------------------------------------------------------------- |
| Boeing 737-800   | 5     | 1         | 189       | Один літак на замовлення FlyDubai, а інший літак на замовлення від Pegasus Airlines |
| Boeing 737 MAX 8 | —     | 6         | TBA       | Поставки починаються з 2022 року. Можливість постачання 4 додаткових літаків        |
| Загалом          | 5     | 7         |           |                                                                                     |